# スーパーくいしん坊
『スーパーくいしん坊』（スーパーくいしんぼう）は、原作：牛次郎（のちに原案）、漫画：ビッグ錠による日本の漫画作品。

## 概要
『月刊少年マガジン』（講談社）に1982年10月号から1987年2月号にかけて連載された。
『包丁人味平』に続く、牛次郎・ビッグ錠コンビの料理漫画。みどりが丘商店街の一角にある洋食屋「くいしん坊」の2代目・鍋島香介が、様々な料理のプロを相手に奇抜な発想と手法をもって料理勝負を繰り広げていく。週刊誌での連載の『包丁人味平』とは異なり、長編的なストーリーはなく2 - 3話ほどで終わる話が多い。
作品の主な舞台は神奈川県の湘南地域と推測される。

## 特徴
登場人物等はほとんど変らないが、作品の雰囲気の変化から1 - 4巻までの1話完結編と、5 - 9巻の2 - 3話完結編に大きく分かれる。
1話完結編の頃は、本当に料理ができるのかすら怪しいような、ハッタリの効いた破天荒な料理法が目を引く。ノリとしては同じ作者の『包丁人味平』に出てくる無法板の調理法に似ている。ここまでが牛次郎の原作である。
2 - 3話完結編の頃は、相手の味を分析し、素材の特徴を捉え、そこに自分流のアイデアを加えていくという流れが主である。牛次郎が原作を外れ、ビッグ錠1人で原作・作画を担当した。

## 主な登場人物
鍋島香介（なべしま こうすけ）
洋食屋「くいしん坊」を経営する鍋島料市の一人息子。中学生だが、食べることが何より大好きで大変な肥満体型。あだ名は「スーパーくいしん坊」。やや喧嘩っ早い性格であり、特に料理のことになると人が変わったようになり、作中の料理人と売り言葉に買い言葉で喧嘩になり無策のまま料理勝負にもつれ込むことが多い。勉強も運動も人並み以下だが、料理のことに関してはプロ顔負けの才能を持つ。潰れかかった料理屋や悩みを持つ人間を助けたり、一度はケチを付けた相手側の料理法の利点に気付いて料理勝負後に頭を下げる一面もある。奇抜なアイディアを生み出し勝利を収めることが多い。阪神ファンらしい。
口癖は「この程度の○○くらい、俺（誰）だってつくれらー!!」。
鍋島料市（なべしま りょういち）
香介の父親。みどりが丘商店街の一角に立つ洋食屋「くいしん坊」を経営している。喧嘩っ早く、すぐに料理勝負に持ち込んでしまう香介に怒りながらも、アドバイスをしたり、料理を手伝ってやったりと親子仲は良い模様。常識人ではあるが、香介同様やや短気な面も。プロの料理人でありながら、息子の香介に教えられる事もしばしば。
香介の母
家庭料理は得意だが、ケーキやお菓子類はあまり得意ではないらしい。劇中で名前は未登場。
信悟
香介の友人であり、クラスメイト。新聞部員。
友子
香介のクラスメイトの女子。家も「くいしん坊」の近所にある。
町内会長
香介たちが住む「みどりヶ丘」の町内会長。香介と他の料理人の喧嘩を料理対決イベントに仕立て上げる事が多い。

## 単行本
単行本は講談社コミックス全9巻、ワイド版全3巻、復刻版全6巻、中公文庫版全2巻（傑作選）。講談社コミックス以外の版は未収録のエピソードが存在。その他、講談社とリイド社からコンビニコミック形式での傑作選も刊行されている。
講談社コミックス版を底本とした電子書籍が2022年1月現在、ebookjapanで配信されている。以前はAmazon Kindleでも販売されていたが、2025年3月現在はリイド社からの傑作選（全5巻）のみの配信となっている。

## 関連作品
想い出のくいしん坊カレー
『俺流!絶品めし 勝負めし!号』（ぶんか社、2017年7月20日発行）に掲載されたビッグ錠の読切漫画。後に同著者の『快盗くいしん坊』（ぶんか社）に併録。
父親との関係に難儀する青年・光男が、亡き母親が愛読していた漫画『スーパーくいしん坊』の登場人物である香介と邂逅する内容。